# Sarrià-Sant Gervasi
Sarrià-Sant Gervasi est l'un des dix districts de la ville de Barcelone (Catalogne).

## Localisation
Le district est situé dans la partie Ouest de la ville. Il est composé de sept quartiers : Vallvidrera, el Tibidabo i les Planes, Sarrià les Tres Torres, Sant Gervasi - la Bonanova, Sant Gervasi - Galvany et el Putxet i el Farró.

Localisation du district de Sarrià-Sant Gervasi dans Barcelone.

## Personnalités liées au quartier

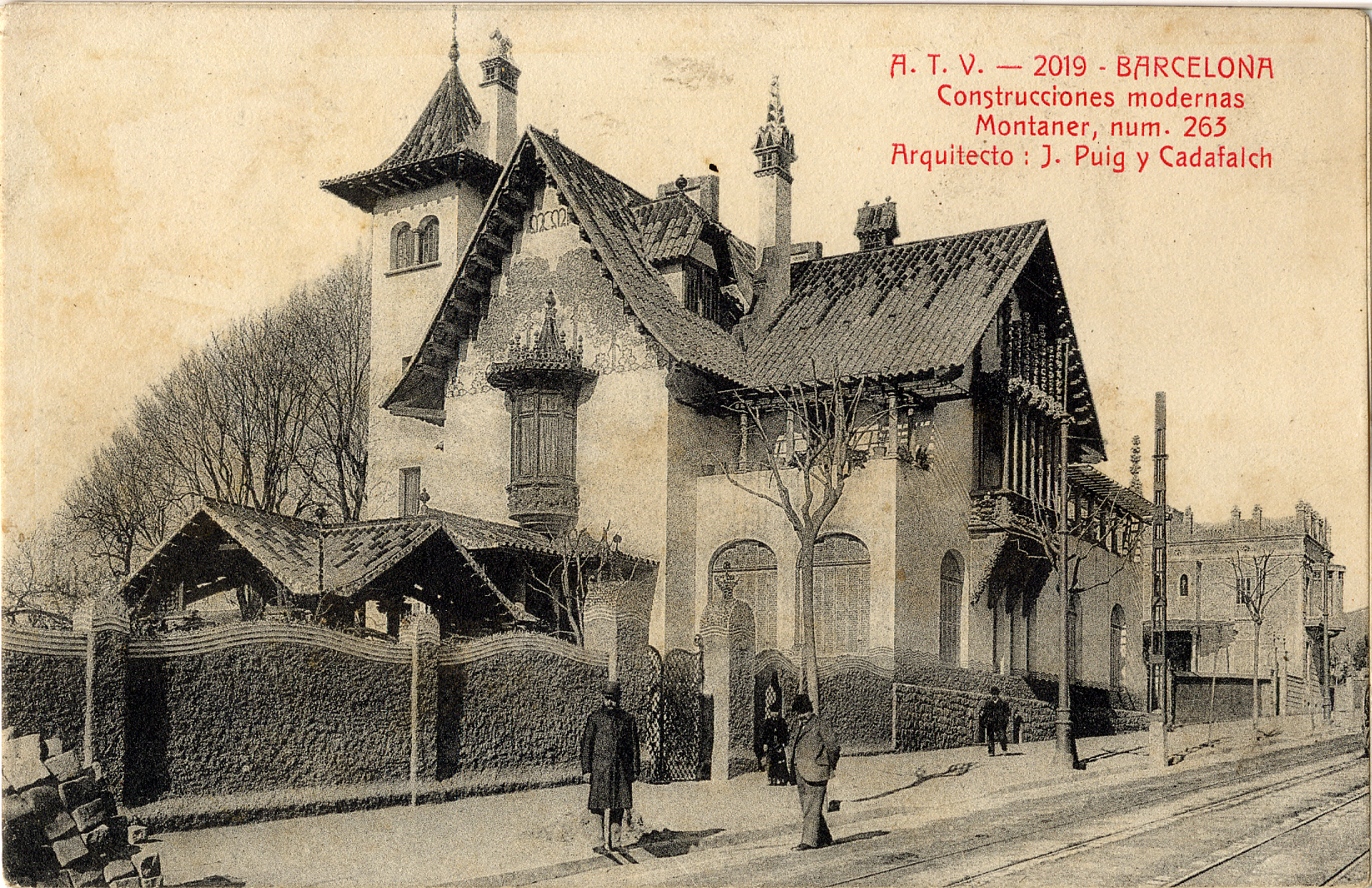
Maison d'Isabel Llorach, de l'architecte Josep Puig i Cadafalch, aujourd'hui disparue.

- Maison d'Isabel Llorach, de l'architecte Josep Puig i Cadafalch, aujourd'hui disparue.Isabel Llorach (1874-1954), philanthrope, propriétaire de la célèbre casa Llorach de l'architecte moderniste Josep Puig i Cadafalch, situé au numéro 263 de la rue Muntaner (édifice aujourd'hui disparu)[1];
- Carmen Tórtola Valencia (1882-1955), danseuse, personnalité du quartier de Sarrià[2] dont une place porte son nom[3], inhumée au cimetière du Poblenou;
- Zenobia Camprubí (1887-1956), écrivaine républicaine espagnole, a vécu pendant sa jeunesse dans le quartier[4] ;
- Manuel Rocamara i Vidal (1892-1976), peintre et collectionneur d'art. La Fondation Rocamora, qui perpétue sa mémoire, est située au 12, carrer de Ballester, où il réside de 1935 jusqu'à sa mort, dans une maison remarquable du secteur d'El Putxet[5].
- María Luz Morales (1899-1980), journaliste et directrice de La Vanguardia, détenue à Sarrià pendant 40 jours durant la guerre civile[6];
- Pepita Laguarda Batet (1919-1936), milicienne républicaine, première soldate tuée au combat pendant la guerre d'Espagne, infirmière à Sarrià[7] ;
- Maria Molins (1973-), actrice, née à Sant Gervasi de Cassoles, est liée à Sarrià[8].
- Maria Eugènia Gay (1975-), juriste[9].

## Monuments célèbres
- Le Palais des Marquis de Sentmenat qui héberge aujourd'hui l'EINA, Centre universitaire de design et d'art de Barcelone[10].
- Le Turó Park, œuvre de l'architecte Nicolau Maria Rubió i Tudurí[11].